# 张民 (官员)
張民（1962年8月—），男，漢族，山東榮成人，法學博士學位。1984年11月加入中國共產黨，1985年7月參加工作，於內蒙古自治區高級人民法院任職，最高升至研究室主任，後擔任烏蘭察布盟（現烏蘭察布市）、包頭市、鄂爾多斯市中級人民法院院長。2016年1月，成為内蒙古自治區人大法制委員會副主任委員兼自治區人大常委會副秘書長，同時兼任内蒙古自治區人大常委會法制工作委員會主任。
2020年5月8日，內蒙古自治區紀委監委宣布張民涉嫌嚴重違紀違法，正在接受紀律審查和監察調查。11月21日，遭到开除党籍、开除公职处分。